# 奥尔巴河畔锡尔瓦诺
奥尔巴河畔锡尔瓦诺（義大利語：Silvano d'Orba），是意大利亚历山德里亚省的一个市镇。总面积12.08平方公里，人口2000人，人口密度165.6人/平方公里（2009年）。ISTAT代码为006162。